# Vernonia wightiana
Vernonia wightiana là một loài thực vật có hoa trong họ Cúc. Loài này được Arn. miêu tả khoa học đầu tiên năm 1836.